# Miedźno (Silezië)
Miedźno is een dorp in het Poolse woiwodschap Silezië, in het district Kłobucki. De plaats maakt deel uit van de gemeente Miedźno.